# Poly Inc.
Polycom é uma empresa norte-americana que manufatura produtos para videoconferência.

## História
A Companhia foi fundada em Dezembro de 1990 por Brian Hinman e Jeff Rodman com o objetivo de produzir soluções integradas de voz, vídeo e dados para uma melhor comunicação empresarial. A Polycom foi inicialmente uma empresa de pesquisa e desenvolvimento até 1992, quando começaram a produção e entrega de seu primeiro produto de comunicação por voz, o SoundStation. Em Janeiro de 1998, completaram a aquisição da empresa de comunicações ViaVideo Communications, Inc. Em Fevereiro de 1998, começaram a fabricação e distribuição do ViewStation, uma gama de produtos de videoconferência. Em Dezembro de 1999, adquirem a Atlas Communications Engines, Inc. Uma distribuidora privada de dispositivos de acesso integrado e de roteadores DSL. Durante os anos seguintes adquiriram diversas outras empresas de soluções de conferencia de áudio e vídeo.